# ريتا موس
ريتا موس (بالإنجليزية: Rita Moss)‏ هي عازفة الجاز أمريكية، ولدت في 4 يوليو 1918 في آكرون في الولايات المتحدة، وتوفيت في 16 يوليو 2015.

## وصلات خارجية
- ريتا موس على موقع ميوزك برينز (الإنجليزية)
- ريتا موس على موقع ديسكوغز (الإنجليزية)